# 寺西学
寺西 学（てらにし がく、1936年〈昭和24年〉2月4日 - 2013年〈平成25年〉3月22日）は、日本の政治家。位階は正五位。勲等は旭日中綬章。
愛知県名古屋市中村区選挙区選出の愛知県議会議員（自由民主党所属、10期）。第82代愛知県議会議長、自由民主党愛知県支部連合会会長、自由民主党愛知県議団団長などを歴任した。

## 経歴
1936年（昭和11年）愛知県名古屋市中村区城屋敷町に生まれる。名古屋市立稲葉地小学校、名古屋市立豊正中学校、愛知県立愛知工業高等学校機械科を経て、1958年（昭和33年）、愛知学院大学商学部卒業。1971年（昭和46年）4月、愛知県議会議員選挙に初当選。
1991年（平成3年）4月、紫綬褒章受章。
1997年（平成9年）7月、自民党愛知県連幹事長に就任。
2000年（平成12年）7月30日、第42回衆議院議員総選挙で与党内の選挙協力に失敗したことの責任をとり、幹事長を辞任する意向を固めた。このほか、会長の村田敬次郎と選対委員長の鈴木政二も辞任し、愛知県連執行部は総辞職となった。
2001年（平成13年）5月、愛知県議会議員在職30年となり、県議会より永年在職者の表彰を受けた。
2002年（平成14年）5月、愛知県議会議長に就任。
2007年（平成19年）3月、無投票で10選。
2011年（平成23年）2月、2011年愛知県知事選挙の大敗を受け、自民党愛知県連執行部が総退陣。鈴木政二の後任となる県連会長に就任した。自民党愛知県連は重徳和彦を擁立したが、元県連会長で衆議院議員の大村秀章が立候補を表明。県連は方針に反するとして大村に議員辞職勧告し、大村は自民党を離党。選挙は大村が150万票を獲得する圧勝に終わり、県連会長の鈴木政二が引責辞任することとなった。寺西は大村の県連会長時代の会長代理で、3月の出直し名古屋市議選、4月の愛知県議会議員選挙を前に大村とのパイプを期待し県議を会長に据える異例の人事は「切り札」投入といわれた。150万票を獲得した大村に歩み寄るため、会長代理にも大村の地盤、愛知13区内のベテラン県議、小林秀央が起用された。
4月、体調不良を理由に地盤を長男の寺西睦に譲る形で政界を引退。
6月21日、県議数人からの要請を受け、自民党愛知県連会長選挙に会長続投を目指し出馬する方針を固めた。一方、議員引退した寺西の続投に疑念を抱くグループが藤川政人の擁立に向けた動きで一本化。自民党愛知県連会長をめぐっては33年ぶりの選挙戦となり、県連分裂を危惧する声も上がっていたが、6月27日、寺西は立候補を取り下げ、藤川の県連会長就任が決定した。
2012年（平成24年）4月、旭日中綬章受賞。
2013年（平成25年）3月22日、心不全のため死去。大村秀章が葬儀委員長を務め、「突然の訃報に驚いている。寺西さんほど、愛知県政のために尽くされた人はいない。心からご冥福をお祈りする。」と述べた。このほか、鈴木礼治は「万博など、県が一丸となって動くときに助けていただいた。政治的勘の鋭い方でした」、神田真秋も「寺西さんは国に太いパイプがあった。万博、空港など国の力が必要なときに支えてくれた」と語り、歴代の愛知県知事が寺西の死を偲んだ。4月19日、叙正五位。

## 家族
- 妻・和子

在名古屋ハンガリー名誉領事館名誉領事。
- 長男・睦

愛知県議会議員（4期）。

## 人物
- 愛知自民の重鎮として県政に強い影響力を持ち[13]、中部国際空港開港や愛知万博誘致など愛知県の大型プロジェクトを取り仕切った[3]。
- 野中広務・元自民党幹事長と太いパイプを持ち[16]、寺西が県連幹事長として戦った第18回参議院議員通常選挙や第42回衆議院議員総選挙では野中の応援を得た。野中は2010年に名古屋市内で開かれた寺西の県議在職40年を祝うパーティーにも駆け付け、祝辞を述べた[3]。
- 愛知県議団に派閥グループ「寺子屋」を結成し、最盛期には数十人の県議が所属。現在も国会議員や県議に寺子屋出身者は多い[3][注釈 1]。
- 他党との連携にも腐心し、民主党県連幹事長の黒川節男は「寺西さんは、気さくに他党の人間とも酒が飲める人。気遣いができるから、議会をうまくまとめられた」と語っている[13]。
- 政界引退後も影響力を保ち、第46回衆議院議員総選挙では、地元の中村区を含む愛知県第5区で自民県連が新人の神田憲次を擁立する際に、県連執行部が「仁義を切る必要がある」と、寺西を訪問した[3]。

## 栄典
- 2001年（平成13年）5月 - 愛知県議会永年在職者[5]
- 2012年（平成24年）4月 - 旭日中綬章
- 2013年（平成25年）4月19日 - 正五位